# Andriej Łoktionow
Andriej Wiaczesławowicz Łoktionow (ros. Андрей Вячеславович Локтионов; ur. 30 maja 1990 w Woskriesiensku) – rosyjski hokeista, reprezentant Rosji.

## Kariera
- Spartak 2 Moskwa (2005-2006)
- Łokomotiw 2 Jarosław (2006-2008)
- Łokomotiw Jarosław (2008)
- Windsor Spitfires (2008-2009)
- Manchester Monarchs (2009-2013)
- Los Angeles Kings (2009, 2010-2012)
- New Jersey Devils (2013-2014)
  -  Albany Devils (od 2013)
- Carolina Hurricanes (2014)
- Łokomotiw Jarosław (2014-2017)
- Los Angeles Kings (2017)
- Łokomotiw Jarosław (2017-2019)
- Mietałłurg Magnitogorsk (2019-2020)
- CSKA Moskwa (2020-2021)
- Spartak Moskwa (2021-2025)
- SKA Sankt Petersburg (2025-)

Wychowanek Chimika Woskriesiensk. W drafcie NHL z 2008 został wybrany przez Los Angeles Kings. W barwach tego klubu zadebiutował w lidze NHL 25 listopada 2009 roku i był to jego jedyny mecz w sezonie NHL (2009/2010). Następnie występował w LA Kings w sezonach NHL (2010/2011) i NHL (2011/2012). Od lutego 2013 zawodnik New Jersey Devils. W czerwcu przedłużył kontrakt o rok. Od marca 2014 zawodnik Carolina Hurricanes. Zawodnikiem Carolina był do końca czerwca 2014. Od końca listopada 2014 zawodnik Łokomotiwu Jarosław. Od lipca do września 2017 ponownie zawodnik LA Kings. Później nadal występował w Łokomotiwie. Od maja 2018 zawodnik Mietałłurga Magnitogorsk. Od maja 2020 zawodnik CSKA Moskwa. Pod koniec maja 2021 przeszedł do  Amuru Chabarowsk, a stamtąd pod koniec sierpnia 2021 został przetransferowany do Spartaka Moskwa w toku wymiany za Kiriłła Slepieca. Od lipca 2025 zawodnik SKA.
Uczestniczył w turniejach mistrzostw świata w 2013, 2014.

## Sukcesy
Reprezentacyjne
- Złoty medal mistrzostw świata juniorów do lat 18: 2007
- Srebrny medal mistrzostw świata juniorów do lat 18: 2008
- Złoty medal mistrzostw świata: 2014

Klubowe
- Bumbacco Trophy - mistrzostwo dywizji OHL: 2009 z Windsor Spitfires
- Wayne Gretzky Trophy - mistrzostwo konferencji OHL: 2009 z Windsor Spitfires
- Hamilton Spectator Trophy - najwięcej punktów w OHL: 2009 z Windsor Spitfires
- J. Ross Robertson Cup - mistrzostwo OHL: 2001 z Windsor Spitfires
- Memorial Cup - mistrzostwo CHL: 2009 z Windsor Spitfires
- Mistrzostwo Konferencji NHL: 2012 z Los Angeles Kings
- Puchar Stanleya: 2012 z Los Angeles Kings
- Brązowy medal mistrzostw Rosji: 2017 z Łokomotiwem Jarosław

Wyróżnienie
- Zasłużony Mistrz Sportu Rosji w hokeju na lodzie (2014)

Odznaczenie
- Order Honoru (2014)[14]